# Türkoğlu
Türkoğlu (bis 1960 Eloğlu, kurdisch Kirdoxlî) ist eine Stadtgemeinde (Belediye) im gleichnamigen Ilçe (Landkreis) der Provinz Kahramanmaraş in der türkischen Mittelmeerregion und gleichzeitig ein Stadtbezirk der 2012 gebildeten Büyükşehir belediyesi Kahramanmaraş (Großstadtgemeinde/Metropolprovinz). Seit der Gebietsreform 2013 ist die Gemeinde flächen- und einwohnermäßig identisch mit dem Landkreis.
Der Landkreis Türkoğlu liegt im Süden der Provinz und grenzt an die Provinzen Gaziantep und Osmaniye. Im Nordwesten hat er Onikişubat, im Nordosten Dulkadiroğlu und im Osten Pazarcık als Nachbarn. Die Entfernung zum Zentrum der Provinzhauptstadt beträgt 26 km. Türkoğlu liegt am Rande einer landwirtschaftlich genutzten Ebene auf 492 m über dem Meeresspiegel. Im Nordosten erstreckt sich eine Hügellandschaft.
Die Geschichte des Ortes reicht 160 Jahre zurück. Bis 1944 war Türkoğlu ein Dorf im zentralen Landkreis (Merkez) der Provinzhauptstadt und wurde dann zu einer Nahiye erhoben. Im Februar 1960 wurde der Name Eloğlu in Türkoğlu umgeändert und im April 1960 wurde der Bucak zu einem Landkreis erklärt (Gesetz Nr. 9644). Die Stadt hat seit 1944 den Status einer Kommune, ist ans Schienennetz angeschlossen und verfügt über einen Bahnhof.
Der gegenwärtige Name des Ortes bedeutet „Sohn des Türken“. Der frühere Name (Eloğlu) bedeutete „Sohn des Fremden“. Von Kurden wird der Ort sinngemäß „Sohn des Kurden“ (kurdische Aussprache Kirdoxlî) genannt. Die Umbenennung von Eloğlu zu Türkoğlu ging auf den persönlichen Vorschlag von Adnan Menderes zurück.
(Bis) Ende 2012 bestand der Landkreis neben der Kreisstadt aus den vier Stadtgemeinden (Belediye) Beyoğlu, Kılılı, Şekeroba und Yeşilyöre sowie 32 Dörfern (Köy), die während der Verwaltungsreform 2013 in Mahalle (Stadtviertel/Ortsteile) überführt wurden. Die fünf existierenden Mahalle der Kreisstadt blieben erhalten, während die Mahalle der vier anderen Belediye vereint und zu je einem Mahalle reduziert wurden. Durch Herabstufung dieser Belediye und der Dörfer zu Mahalle stieg deren Zahl von 27 auf 44. Ihnen steht ein Muhtar als oberster Beamter vor.
Ende 2020 lebten durchschnittlich 1.786 Menschen in jedem der Mahalle, 8.671 Einw. im bevölkerungsreichsten (Beyoğlu Mah.).
Im ehemaligen Dorf Hacıbebek (heute ein Mahalle), etwa sechs Kilometer südöstlich der Kreisstadt, wurde 1911 von dem britischen Archäologen Johnh Garstang die späthethitische Stele von Hacıbebekli gefunden, die sich heute im Archäologischen Museum Adana befindet. Im See Gavur Gölü, etwa acht Kilometer südlich der Stadt, wurde das Skelett eines Mammuts gefunden, das heute im Archäologischen Museum Kahramanmaraş ausgestellt ist.